# Stigmella tropicatella
Stigmella tropicatella là một loài bướm đêm thuộc họ Nepticulidae. Nó được miêu tả bởi Legrand năm 1965. Loài này có ở Seychelles.